# César de Nostredame

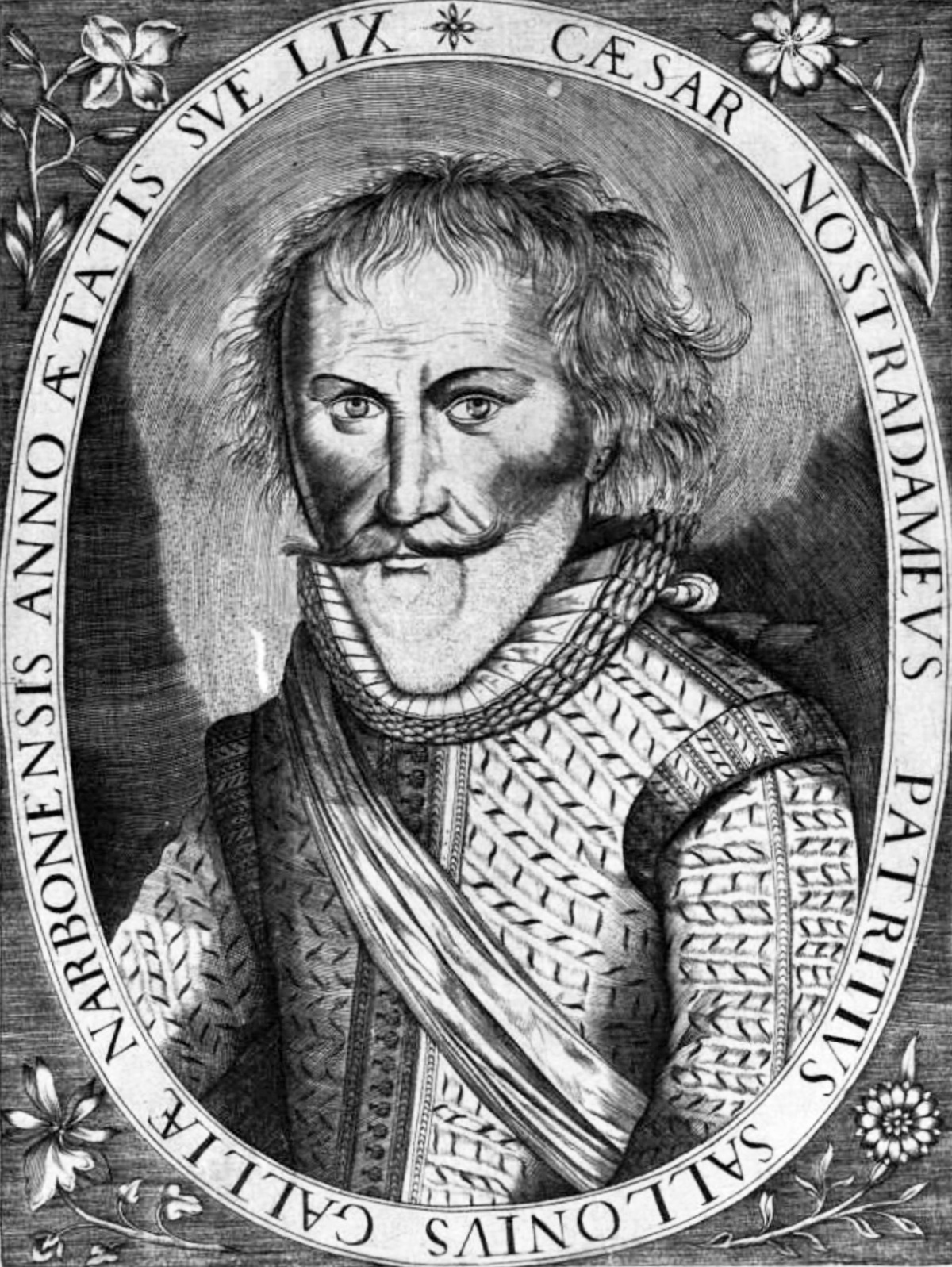
César de Nostredame (1614)

César de Nostredame (* 18. Dezember 1553 in Salon-de-Provence; † 1629 ebenda) war ein französischer Dichter,  Historiker und Okzitanist.

## Leben und Werk
César de Nostredame, Sohn von Michel de Nostredame und Neffe von Jean de Nostredame, wuchs in Salon-de-Provence auf, lebte in den 1580er Jahren in Aix am Hof des Gouverneurs der Provence Henri d’Angoulême und wurde 1599 erster Konsul von Salon-de-Provence. Er heiratete 1604, blieb aber ohne Nachkommen.
Ab 1595 begann er zu schreiben. Er schrieb als erstes ein langes Vorwort zu den Obros et rimos prouvenssalos von Louis Bellaud de La Bellaudière, dann eigene Werke. Am bekanntesten wurde seine Geschichte der Provence (L’histoire et chronique de Provence), für die er historiographische Vorarbeiten seines Onkels Jean verarbeitete und in die er den Inhalt dessen literaturgeschichtlichen Werkes Les vies des plus célèbres et anciens poètes provençaux einarbeitete, so dass Joseph Anglade eine Konkordanz beider Inhalte erstellen konnte.
Auch schuf er Bildnisse seines Vaters, die in die Sammlungen des Musée Calvet und der Bibliothèque Méjanes, Aix-en-Provence, gelangten.

## Werke (Auswahl)
- (Verfasser des Vorworts) Louis Bellaud de La Bellaudière: Obros et rimos prouvenssalos. Marseille 1595. (verfasst 1573)
- Les perles, ou les larmes de la Magdeleine avec quelques rymes sainctes. Jean Tholosan, Aix-en-Provence 1601. Toulouse 1606. Hrsg.  Robert T. Corune, Jr. University of Exeter, Exeter 1986 (kritische Ausgabe).
- Dymas, ou le Bon larron, dédié à Son Altesse Sérénissime de Lorraine. Toulouse 1606.
- Le Songe de Scipion, poème héroïque et très excellent, de César de Nostradame, gentilhomme provençal, dédié à Charles duc de Savoye. Toulouse 1606.
- Pièces héroïques et diverses poésies. Toulouse 1608.
- L’histoire et chronique de Provence de Caesar de Nostradamus où passent de temps en temps et en bel ordre les anciens poëtes, personnages et familles illustres qui ont fleuri depuis VC ans. Lyon 1614, 1624. Laffitte, Marseille 1971.
- L’Entrée de la Reine Marie de Médicis à Salon, par César de Nostradame, augmentée de deux lettres inédites de l’auteur et de la relation du voyage de la Reine de Florence à Marseille. Marseille 1855.
- Oeuvres spirituelles. Hrsg. Lance K. Donaldson-Evans. Champion, Genf 2001. (kritische Ausgabe)